# Michael Hester
Michael Hester (Sydney, 2 de maio de 1972) é um árbitro de futebol da Nova Zelândia.
Oficial da Marinha neozelandesa, Hester é árbitro da New Zealand Football desde 2004 e da FIFA desde janeiro de 2007. Arbitrou alguns jogos nas Olimpíadas de 2008 e nas eliminatórias da Oceania para a Copa do Mundo de 2010.

## Copa do Mundo 2010
Selecionado para participar da Copa do Mundo FIFA 2010, juntamente com os assistentes, o compatriota Jan-Hendrik Hintz e Tevita Makasini de Tonga.